# Marsdenia crassipes
Marsdenia crassipes là một loài thực vật có hoa trong họ La bố ma. Loài này được Hemsl. mô tả khoa học đầu tiên năm 1882.
Marsdenia là một chi thực vật trong họ Apocynaceae, lần đầu tiên được mô tả vào năm 1810. Nó được đặt tên để vinh danh nhà sưu tầm thực vật và Bộ trưởng Bộ Hải quân Anh, William Marsden. Cây có nguồn gốc từ các vùng nhiệt đới ở Châu Á, Châu Phi, Úc và Châu Mỹ. Phạm vi bản địa của loài này là Panama. Đây là một loại cây thân leo lâu năm và phát triển chủ yếu trong quần xã sinh vật nhiệt đới ẩm ướt.